# Campeonato Mundial de Natação em Piscina Curta de 2012 - 200 m costas feminino
A prova dos 200 metros nado costas feminino do Campeonato Mundial de Natação em Piscina Curta de 2012 foi disputado em 14 de dezembro em Istambul  na Turquia.

## Recordes
Antes desta competição, os recordes mundiais e do campeonato nesta prova eram os seguintes:
|    | Nome            | Nacionalidade  | Tempo   | Local      | Data                  |
| -- | --------------- | -------------- | ------- | ---------- | --------------------- |
| WR | Missy Franklin  | Estados Unidos | 2:00.03 | Berlim     | 22 de outubro de 2011 |
| CR | Kirsty Coventry | Zimbabwe       | 2:00.91 | Manchester | 11 de abril de 2008   |

## Medalhistas
| Ouro                | Prata                | Bronze               |
| Daryna Zevina (UKR) | Bonnie Brandon (USA) | Duane Da Rocha (ESP) |

## Resultados

### Eliminatórias
As eliminatórias ocorreram dia 14 de dezembro. 
| Colocação | Bateria | Raia | Nome                          | Tempo   | Notas |
| --------- | ------- | ---- | ----------------------------- | ------- | ----- |
| 1         | 4       | 4    | Daryna Zevina (UKR)           | 2:03.41 | Q     |
| 2         | 5       | 7    | Bonnie Brando (USA)           | 2:04.45 | Q     |
| 3         | 5       | 3    | Anja Čarman (SLO)             | 2:04.95 | Q     |
| 4         | 4       | 3    | Marie Kamimura (JPN)          | 2:04.96 | Q     |
| 5         | 5       | 5    | Duane Da Rocha (ESP)          | 2:05.18 | Q     |
| 6         | 3       | 5    | Melissa Ingram (NZL)          | 2:05.20 | Q     |
| 7         | 4       | 5    | Simona Baumrtová (CZE)        | 2:05.38 | Q     |
| 8         | 5       | 4    | Elizabeth Simmonds (GBR)      | 2:05.65 | Q     |
| 9         | 3       | 2    | Evelyn Verrasztó (HUN)        | 2:05.83 |       |
| 10        | 3       | 6    | Bai Anqi (CHN)                | 2:06.63 |       |
| 11        | 4       | 6    | Fernanda González (MEX)       | 2:07.23 |       |
| 12        | 4       | 8    | Yao Yige (CHN)                | 2:07.41 |       |
| 13        | 5       | 2    | Jenny Mensing (GER)           | 2:07.59 |       |
| 14        | 4       | 2    | Ellen Fullerton (AUS)         | 2:08.37 |       |
| 15        | 3       | 4    | Sharon van Rouwendaal (NED)   | 2:08.51 |       |
| 16        | 5       | 6    | Polina Lapshina (RUS)         | 2:09.11 |       |
| 17        | 3       | 1    | Carolina Colorado Henao (COL) | 2:09.82 | NR    |
| 18        | 5       | 9    | Martina van Berkel (SUI)      | 2:10.46 |       |
| 19        | 5       | 0    | Jessica Ashley-Cooper (RSA)   | 2:10.52 |       |
| 20        | 3       | 3    | Georgia Hohmann (GBR)         | 2:10.64 |       |
| 21        | 2       | 2    | Ranohon Amanova (UZB)         | 2:11.14 |       |
| 22        | 4       | 9    | Jördis Steinegger (AUT)       | 2:11.16 |       |
| 23        | 5       | 1    | Sandra Hafström (SWE)         | 2:11.35 |       |
| 24        | 3       | 8    | Nguyen Thi Anh Vien (VIE)     | 2:12.92 |       |
| 25        | 3       | 9    | Sarah Rolko (LUX)             | 2:13.04 |       |
| 26        | 2       | 5    | Hazal Sarıkaya (TUR)          | 2:13.17 |       |
| 27        | 4       | 7    | Ida Lindborg (SWE)            | 2:13.83 |       |
| 28        | 1       | 2    | Yekaterina Rudenko (KAZ)      | 2:13.87 |       |
| 29        | 4       | 0    | Halime Zulal Zeren (TUR)      | 2:14.48 |       |
| 30        | 2       | 3    | Tatiana Perstniova (MDA)      | 2:15.67 | NR    |
| 31        | 3       | 0    | Agata Magner (POL)            | 2:16.53 |       |
| 32        | 2       | 6    | Inés Remersaro (URU)          | 2:17.67 | NR    |
| 33        | 2       | 4    | Yessy Yosaputra (INA)         | 2:17.87 |       |
| 34        | 2       | 1    | Araya Wongvat (THA)           | 2:20.06 |       |
| 35        | 2       | 8    | Vong Erica Man Wai (MAC)      | 2:20.45 |       |
| 36        | 2       | 9    | Lanoe Talisa Erwan (KEN)      | 2:22.36 | NR    |
| 37        | 2       | 7    | Mónica Ramírez (AND)          | 2:24.28 |       |
| 38        | 1       | 4    | Kuan Weng I (MAC)             | 2:27.18 |       |
| 39        | 2       | 0    | Kimiko Shihara Raheem (SRI)   | 2:27.51 |       |
| 40        | 1       | 3    | Estellah Fils Rabetsara (MAD) | 2:32.27 |       |
| 41        | 1       | 5    | Field Anita Zahra (KEN)       | 2:36.27 |       |
| 42        | 1       | 6    | Andreina Pinto (VEN)          | DNS     |       |
| 42        | 1       | 7    | Erika Torrellas (VEN)         | DNS     |       |
| 42        | 3       | 7    | Megan Romano (USA)            | DNS     |       |
| 42        | 4       | 1    | Alicja Tchórz (POL)           | DNS     |       |
| 42        | 5       | 8    | Karin Prinsloo (RSA)          | DNS     |       |

### Final
A final teve sua disputa realizada em 14 de dezembro. 
| Colocação         | Raia | Nome               | Nacionalidade  | Tempo   | Notas |
| ----------------- | ---- | ------------------ | -------------- | ------- | ----- |
| Medalha de ouro   | 4    | Daryna Zevina      | Ucrânia        | 2:02.24 |       |
| Medalha de prata  | 5    | Bonnie Brandon     | Estados Unidos | 2:03.19 |       |
| Medalha de bronze | 2    | Duane Da Rocha     | Espanha        | 2:04.15 |       |
| 4                 | 6    | Marie Kamimura     | Japão          | 2:04.22 |       |
| 5                 | 8    | Elizabeth Simmonds | Grã-Bretanha   | 2:04.55 |       |
| 6                 | 7    | Melissa Ingram     | Nova Zelândia  | 2:05.45 |       |
| 7                 | 1    | Simona Baumrtová   | Chéquia        | 2:05.49 |       |
| 8                 | 3    | Anja Čarman        | Eslovénia      | 2:05.62 |       |

Legenda
| Recorde mundial       | Recorde mundial (World record)               |                       | Recorde africano                      | Recorde africano (African) |                                           | Q | Classificado por posição (Qualified) |
| Recorde do campeonato | Recorde do campeonato (Championship record)  | Recorde da América    | Recorde da América (Americas)         | q                          | Classificado por melhor tempo (Qualified) |   |                                      |
| Melhor marca do ano   | Melhor marca do ano (World leading)          | Recorde asiático      | Recorde asiático (Asian)              | DNS                        | Não largou (Did not start)                |   |                                      |
| Recorde nacional      | Recorde nacional (National record)           | Recorde europeu       | Recorde europeu (European)            | DNF                        | Não terminou (Did not finish)             |   |                                      |
| Recorde pessoal       | Recorde pessoal do atleta (Personal best)    | Recorde da Oceania    | Recorde da Oceania (Oceania)          | DSQ / DQ                   | Desclassificado (Disqualified)            |   |                                      |
| Recorde da temporada  | Recorde da temporada do atleta (Season best) | Recorde sul-americano | Recorde sul-americano (South America) | NM                         | Sem marca (No mark)                       |   |                                      |